# Bernay-en-Champagne
Bernay-en-Champagne és un municipi francès situat al departament del Sarthe i a la regió de País del Loira. L'any 2007 tenia 456 habitants.

## Demografia

### Població
El 2007 la població de fet de Bernay-en-Champagne era de 456 persones. Hi havia 167 famílies de les quals 49 eren unipersonals (29 homes vivint sols i 20 dones vivint soles), 61 parelles sense fills, 53 parelles amb fills i 4 famílies monoparentals amb fills.
La població ha evolucionat segons el següent gràfic:
Habitants censats

### Habitatges
El 2007 hi havia 203 habitatges, 163 eren l'habitatge principal de la família, 17 eren segones residències i 22 estaven desocupats. 199 eren cases i 4 eren apartaments. Dels 163 habitatges principals, 118 estaven ocupats pels seus propietaris, 41 estaven llogats i ocupats pels llogaters i 4 estaven cedits a títol gratuït; 15 tenien dues cambres, 19 en tenien tres, 28 en tenien quatre i 101 en tenien cinc o més. 121 habitatges disposaven pel capbaix d'una plaça de pàrquing. A 76 habitatges hi havia un automòbil i a 75 n'hi havia dos o més.

### Piràmide de població
La piràmide de població per edats i sexe el 2009 era:
| Homes | Edats   | Dones |
| ----- | ------- | ----- |
| 0     | 95 o +  | 0     |
| 0     | 90 a 94 | 4     |
| 0     | 85 a 89 | 8     |
| 8     | 80 a 84 | 8     |
| 8     | 75 a 79 | 20    |
| 12    | 70 a 74 | 8     |
| 0     | 65 a 69 | 8     |
| 8     | 60 a 64 | 4     |
| 8     | 55 a 59 | 12    |
| 16    | 50 a 54 | 16    |
| 4     | 45 a 49 | 4     |
| 4     | 40 a 44 | 8     |
| 32    | 35 a 39 | 12    |
| 32    | 30 a 34 | 16    |
| 0     | 25 a 29 | 20    |
| 12    | 20 a 24 | 0     |
| 12    | 15 a 19 | 4     |
| 16    | 10 a 14 | 8     |
| 8     | 5 a 9   | 28    |
| 16    | 0 a 4   | 20    |

## Economia
El 2007 la població en edat de treballar era de 304 persones, 199 eren actives i 105 eren inactives. De les 199 persones actives 183 estaven ocupades (108 homes i 75 dones) i 15 estaven aturades (7 homes i 8 dones). De les 105 persones inactives 19 estaven jubilades, 74 estaven estudiant i 12 estaven classificades com a «altres inactius».

### Ingressos
El 2009 a Bernay-en-Champagne hi havia 172 unitats fiscals que integraven 449 persones, la mediana anual d'ingressos fiscals per persona era de 16.230 €.

### Activitats econòmiques
Dels 19 establiments que hi havia el 2007, 1 era d'una empresa extractiva, 1 d'una empresa alimentària, 1 d'una empresa de fabricació de material elèctric, 5 d'empreses de construcció, 4 d'empreses de comerç i reparació d'automòbils, 1 d'una empresa de transport, 1 d'una empresa d'hostatgeria i restauració, 1 d'una empresa immobiliària, 2 d'empreses de serveis i 2 d'entitats de l'administració pública.
Dels 8 establiments de servei als particulars que hi havia el 2009, 2 eren tallers de reparació d'automòbils i de material agrícola, 1 autoescola, 3 fusteries, 1 lampisteria i 1 restaurant.
L'únic establiment comercial que hi havia el 2009 era una fleca.
L'any 2000 a Bernay-en-Champagne hi havia 17 explotacions agrícoles que ocupaven un total de 814 hectàrees.

## Equipaments sanitaris i escolars
El 2009 hi havia una escola elemental integrada dins d'un grup escolar amb les comunes properes formant una escola dispersa.

## Poblacions més properes
El següent diagrama mostra les poblacions més properes.